# Talanga pallidimargo
Talanga pallidimargo là một loài bướm đêm trong họ Crambidae.